# Американський сир

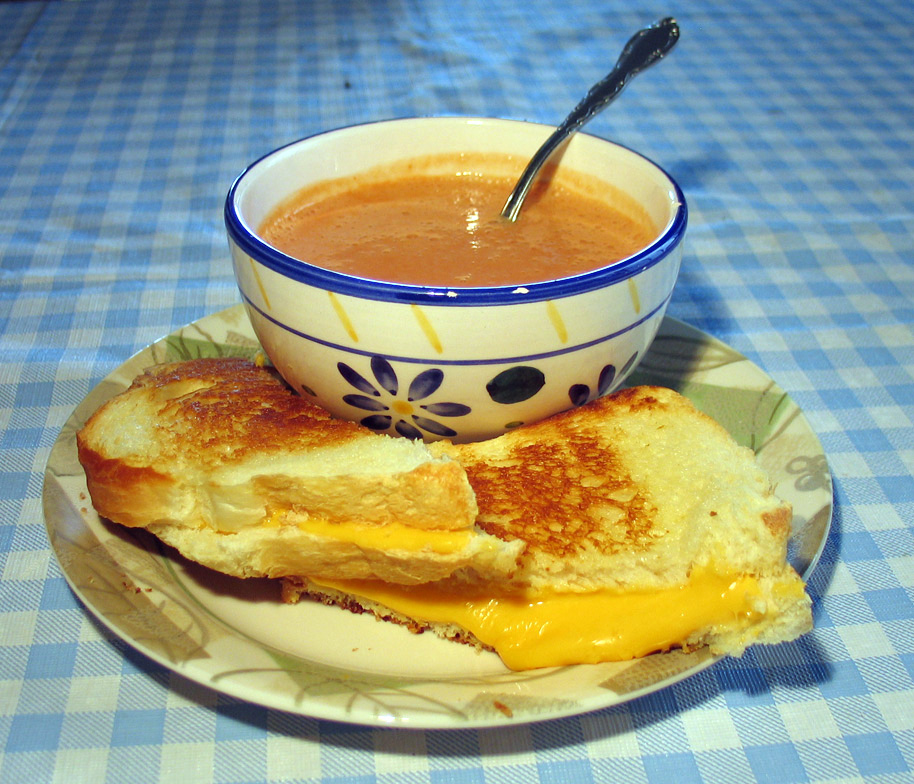
Американський сир на грінці

Американський сир (American cheese) — молочний продукт, популярний в США, який виробляється з сичужних сирів, сирів для плавлення, сиру, масла та інших молочних продуктів з додаванням спецій і наповнювачів шляхом плавлення сирної маси (при температурі 75-95 °C.) — зроблений з суміші сирів, найчастіше колбі і чеддеру.
Перевагами такого продукту перед натуральним сиром є його стійкість до нагрівання без розрідження і розшарування на складові компоненти та доступна ціна. Недоліком є невиразний смак.